# Ĭ
Ĭ (literă mică : ĭ), sau I scurt, este o literă latină, care a fost folosită mai demult în scrierea limbii române, plus în romanizarea ALA-LC a limbilor azeră (scrisă cu caractere chirilice), bielorusă, bulgară, darghină, lak, lezgin, udmurtă, rusă, cecenă și ucraineană și în romanizarea BGN/PCGN a limbii tigrinya. Ea este compusă din litera I cu semnul diacritic breve.

## Utilizare
Înainte de reforma ortografică din 1904 a limbii române, ea era folosită la sfârșitul unui cuvânt pentru a indicat șoapta de după o consoană palatalizată, de exemplu în cuvântul grecĭ (IPA: greÏʲ, ortografie actuală: greci). Această diferențiere a fost considerată inutilă, iar astăzi este folosită litera „i” în locul literei „ĭ”.
Litera a fost mai puțin folosită în unele ortografii ale limbii latine pentru a marca vocala scurtă I (exemplu: A capĭte usque ad calcem).